# Mago angustichelis
Mago angustichelis är en spindelart som beskrevs av Simon 1901. Mago angustichelis ingår i släktet Mago och familjen hoppspindlar. Inga underarter finns listade i Catalogue of Life.